# Cantó de Bruyères
El cantó de Bruyères és un cantó francès del departament dels Vosges, situat al districte d'Épinal. Té 30 municipis i el cap és Bruyères.

## Municipis
- Aydoilles
- Beauménil
- Bruyères
- Champ-le-Duc
- Charmois-devant-Bruyères
- Cheniménil
- Destord
- Deycimont
- Docelles
- Dompierre
- Fays
- Fiménil
- Fontenay
- Girecourt-sur-Durbion
- Grandvillers
- Gugnécourt
- Laval-sur-Vologne
- Laveline-devant-Bruyères
- Laveline-du-Houx
- Lépanges-sur-Vologne
- Méménil
- La Neuveville-devant-Lépanges
- Nonzeville
- Padoux
- Pierrepont-sur-l'Arentèle
- Prey
- Le Roulier
- Sainte-Hélène
- Viménil
- Xamontarupt

## Història
| Data d'elecció                           | Identitat           | Partit               | Qualitat |
| ---------------------------------------- | ------------------- | -------------------- | -------- |
| 1945-1949                                | Pierre Blanck       | SFIO                 |          |
| 1949-1955                                | Michel Madelin      | RPF, després RS      |          |
| 1955-1973                                | M. Mercier          | radical, després MRG |          |
| 1973-1979                                | M. Cazenave         | PS                   |          |
| 1979-2011                                | Michel Langloix     | RPR, després UMP     |          |
| 2011-                                    | Christian Tarantola | PS                   |          |
| les dades anteriors no són pas conegudes |                     |                      |          |
|                                          |                     |                      |          |

## Demografia
| A partir de 1990: Població sense dobles comptes |